# Tour de France 1993
Le Tour de France 1993 est la 80e édition du Tour de France, course cycliste qui s'est déroulée du 3 juillet au 25 juillet 1993 sur 20 étapes pour 3 714 km.

## Généralités
- Le départ du Tour a lieu au Puy du Fou ; l'arrivée finale se juge aux Champs-Élysées.
- Troisième succès consécutif pour l'Espagnol Miguel Indurain qui signe un second doublé Tour d'Italie-Tour de France. Indurain assomme ses adversaires dès le prologue.
- Le Suisse Tony Rominger est roi de la montagne en gagnant, notamment, deux étapes consécutives dans les Alpes.
- Le Polonais Zenon Jaskuła est le premier coureur « de l'Est » à prendre place sur le podium final du Tour.
- Pas de Français dans les dix premiers du classement général. Le premier tricolore, Jean-Philippe Dojwa, pointe à la quinzième position à 30 min 24 s.
- Benjamin du Tour, l'Américain Lance Armstrong (21 ans) signe une victoire d'étape à Verdun.
- Moyenne du vainqueur : 38,709 km/h.

## Déroulement de la course
Au départ du Tour 1993, Miguel Indurain, double tenant du titre, est le grand favori de l'épreuve. Parmi les outsiders potentiels, on cite les Italiens Gianni Bugno, champion du monde, et Claudio Chiappucci, le Néerlandais Erik Breukink et l'Américain Andrew Hampsten. Le Suisse Tony Rominger est aussi attendu après sa victoire dans le Tour d'Espagne.

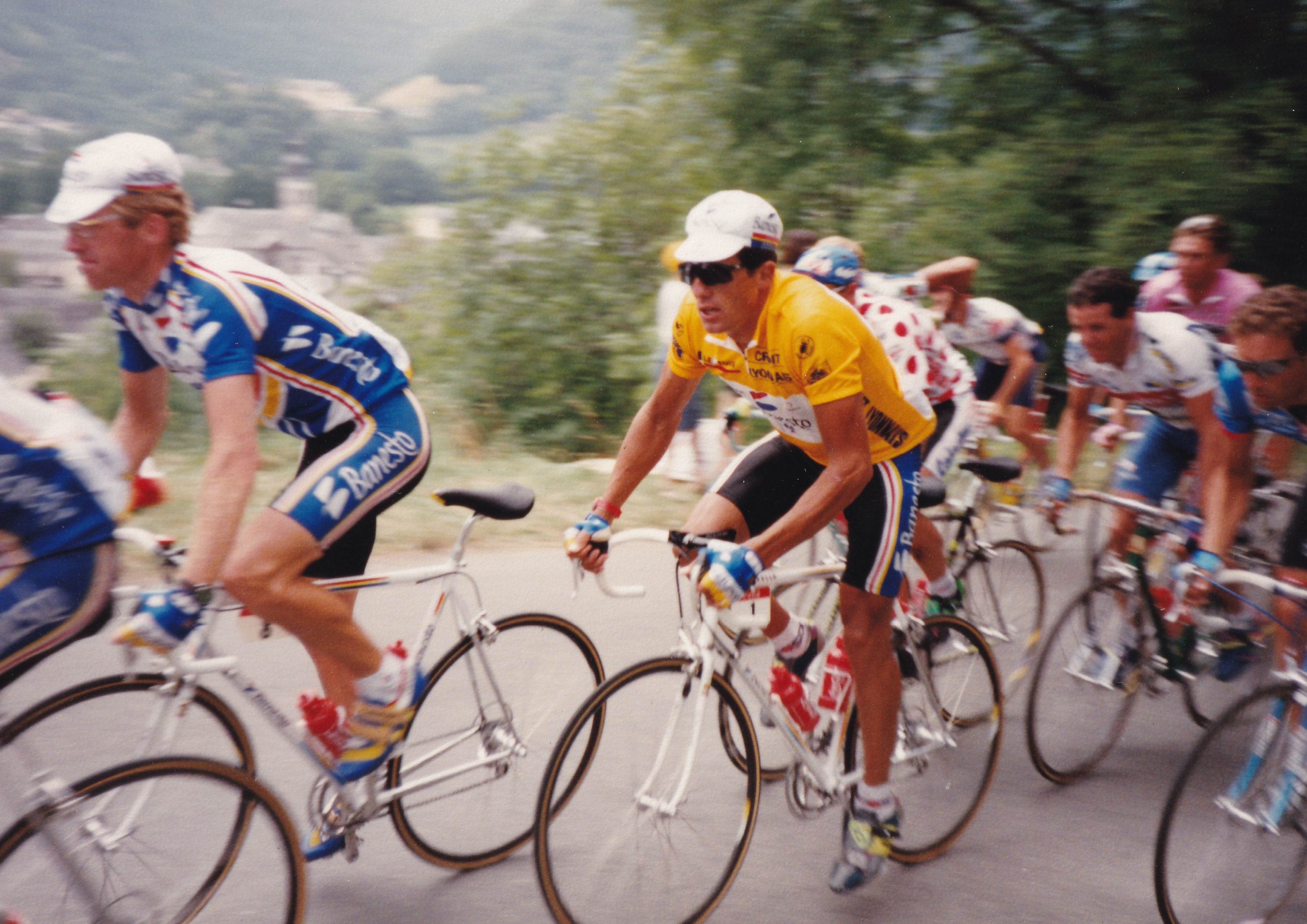
Miguel Indurain emmené par Gérard Rué à Arrens-Marsous le 22 juillet 1993

Après une première semaine dominée par les sprinters, dont Mario Cipollini qui revêt le maillot jaune à l'issue du contre-la-montre par équipes, Miguel Indurain prend la tête du classement général dans la 9e étape, un long contre-la-montre individuel de 60 km. Bugno et Breukink limitent relativement bien les dégâts, tout comme Rominger qui cède près de trois minutes mais a eu le désavantage de courir sous un fort orage. Au moment d'aborder la montagne, Indurain possède donc une confortable avance sur ses rivaux.
La 10e étape, entre Villard-de-Lans et Serre Chevalier, apporte quelques enseignements. Dans le col du Télégraphe, Tony Rominger attaque et, si Indurain suit sans grand problème, Bugno, Breukink et Chiappucci passent à la trappe. À l'arrivée, Rominger s'impose devant Indurain et remonte à la cinquième place du classement général. Le lendemain, dans la grande étape des Alpes qui voit l'abandon de Laurent Fignon, le Suisse provoque une nouvelle fois la sélection et accroche une deuxième victoire d'étape consécutive, ainsi que le maillot à pois de meilleur grimpeur.
Les trois étapes pyrénéennes confirment la suprématie d'Indurain et de Rominger, mais marquent également la montée en puissance du Polonais Zenon Jaskuła qui s'impose à Saint-Lary-Soulan au terme de la 16e étape. Le lendemain, dans le col du Tourmalet, Indurain ne parvient pas à suivre l'attaque de Rominger et de Jaskuła, mais il revient sur eux dans la descente, aidé par le manque de collaboration entre les deux hommes. Finalement, l'Espagnol aura passé la montagne sans encombre.
Pourtant, l'ultime contre-la-montre voit la troisième victoire d'étape de Tony Rominger, décidément très fort. Sans le retard accumulé dans le contre-la-montre par équipes, le Suisse aurait été un adversaire redoutable pour Miguel Indurain. S'il ne peut pas espérer passer Indurain, Rominger en profite néanmoins pour prendre la deuxième place du classement général, devant la surprise polonaise Jaskuła, et se pose en prétendant pour 1994.

## Étapes
| Étape,    | Date       | Villes étapes                                  |                              | Distance (km)         | Vainqueur d’étape        | Leader du classement général |
| --------- | ---------- | ---------------------------------------------- | ---------------------------- | --------------------- | ------------------------ | ---------------------------- |
| Prologue  | 3 juillet  | Puy du Fou – Puy du Fou                        | Contre-la-montre individuel  | 6,8                   | Miguel Indurain          | Miguel Indurain              |
| 1re étape | 4 juillet  | Luçon – Les Sables-d'Olonne                    | Étape de plaine              | 215                   | Mario Cipollini          | Miguel Indurain              |
| 2e étape  | 5 juillet  | Les Sables-d'Olonne – Vannes                   | Étape de plaine              | 203,5                 | Wilfried Nelissen        | Wilfried Nelissen            |
| 3e étape  | 6 juillet  | Vannes – Dinard                                | Étape de plaine              | 189,5                 | Djamolidine Abdoujaparov | Wilfried Nelissen            |
| 4e étape  | 7 juillet  | Dinard – Avranches                             | Contre-la-montre par équipes | 81                    | GB-MG Maglificio         | Mario Cipollini              |
| 5e étape  | 8 juillet  | Avranches – Évreux                             | Étape de plaine              | 225,5                 | Jesper Skibby            | Wilfried Nelissen            |
| 6e étape  | 9 juillet  | Évreux – Amiens                                | Étape de plaine              | 158                   | Johan Bruyneel           | Mario Cipollini              |
| 7e étape  | 10 juillet | Péronne – Châlons-sur-Marne                    | Étape de plaine              | 199                   | Bjarne Riis              | Johan Museeuw                |
| 8e étape  | 11 juillet | Châlons-sur-Marne – Verdun                     | Étape de plaine              | 184,5                 | Lance Armstrong          | Johan Museeuw                |
| 9e étape  | 12 juillet | Lac de Madine – Lac de Madine                  | Contre-la-montre individuel  | 59                    | Miguel Indurain          | Miguel Indurain              |
|           | 13 juillet | Grenoble                                       | Jour de repos                | Journée de repos no 1 | Journée de repos no 1    | Journée de repos no 1        |
| 10e étape | 14 juillet | Villard-de-Lans – Serre Chevalier              | Étape de montagne            | 203                   | Tony Rominger            | Miguel Indurain              |
| 11e étape | 15 juillet | Serre Chevalier – Isola 2000                   | Étape de montagne            | 180                   | Tony Rominger            | Miguel Indurain              |
| 12e étape | 16 juillet | Isola – Marseille                              | Étape de plaine              | 286,5                 | Fabio Roscioli           | Miguel Indurain              |
| 13e étape | 17 juillet | Marseille – Montpellier                        | Étape de plaine              | 181,5                 | Olaf Ludwig              | Miguel Indurain              |
| 14e étape | 18 juillet | Montpellier – Perpignan                        | Étape de plaine              | 223                   | Pascal Lino              | Miguel Indurain              |
| 15e étape | 19 juillet | Perpignan – Andorre - Pal (AND)                | Étape de montagne            | 231,5                 | Oliverio Rincón          | Miguel Indurain              |
|           | 20 juillet | Andorre (AND)                                  | Jour de repos                | Journée de repos no 2 | Journée de repos no 2    | Journée de repos no 2        |
| 16e étape | 21 juillet | Andorre (AND) – Saint-Lary-Soulan - Pla d'Adet | Étape de montagne            | 224,5                 | Zenon Jaskuła            | Miguel Indurain              |
| 17e étape | 22 juillet | Tarbes – Pau                                   | Étape de montagne            | 190                   | Claudio Chiappucci       | Miguel Indurain              |
| 18e étape | 23 juillet | Orthez – Bordeaux                              | Étape de plaine              | 174,5                 | Djamolidine Abdoujaparov | Miguel Indurain              |
| 19e étape | 24 juillet | Brétigny-sur-Orge – Montlhéry                  | Contre-la-montre individuel  | 48                    | Tony Rominger            | Miguel Indurain              |
| 20e étape | 25 juillet | Viry-Châtillon – Paris - Champs-Élysées        | Étape de plaine              | 196,5                 | Djamolidine Abdoujaparov | Miguel Indurain              |

## Classements

### Classement général final
| Classement général | Classement général     | Classement général | Classement général    | Classement général |
|                    | Coureur                | Pays               | Équipe                | Temps              |
| ------------------ | ---------------------- | ------------------ | --------------------- | ------------------ |
| 1er                | Miguel Indurain        | Espagne            | Banesto               | en 95 h 57 min 9 s |
| 2e                 | Tony Rominger          | Suisse             | CLAS-Cajastur         | + 4 min 59 s       |
| 3e                 | Zenon Jaskuła          | Pologne            | GB-MG Maglificio      | + 5 min 48 s       |
| 4e                 | Álvaro Mejía           | Colombie           | Motorola              | + 7 min 29 s       |
| 5e                 | Bjarne Riis            | Danemark           | Ariostea              | + 16 min 26 s      |
| 6e                 | Claudio Chiappucci     | Italie             | Carrera Jeans-Tassoni | + 17 min 18 s      |
| 7e                 | Johan Bruyneel         | Belgique           | ONCE                  | + 18 min 4 s       |
| 8e                 | Andrew Hampsten        | États-Unis         | Motorola              | + 20 min 14 s      |
| 9e                 | Pedro Delgado          | Espagne            | Banesto               | + 23 min 57 s      |
| 10e                | Vladimir Poulnikov     | Ukraine            | Carrera Jeans-Tassoni | + 25 min 29 s      |
| 11e                | Gianni Faresin         | Italie             | ZG Mobili             | + 29 min 5 s       |
| 12e                | Antonio Martín Velasco | Espagne            | Amaya Seguros         | + 29 min 51 s      |
| 13e                | Stephen Roche          | Irlande            | Carrera Jeans-Tassoni | + 29 min 53 s      |
| 14e                | Roberto Conti          | Italie             | Ariostea              | + 30 min 5 s       |
| 15e                | Jean-Philippe Dojwa    | France             | Festina-Lotus         | + 30 min 24 s      |
| 16e                | Oliverio Rincón        | Colombie           | Amaya Seguros         | + 33 min 19 s      |
| 17e                | Alberto Elli           | Italie             | Ariostea              | + 33 min 29 s      |
| 18e                | Jon Unzaga             | Espagne            | CLAS-Cajastur         | + 38 min 9 s       |
| 19e                | Richard Virenque       | France             | Festina-Lotus         | + 38 min 12 s      |
| 20e                | Gianni Bugno           | Italie             | Gatorade-Mega Drive   | + 40 min 8 s       |
| 21e                | Franco Vona            | Italie             | GB-MG Maglificio      | + 40 min 39 s      |
| 22e                | Laurent Madouas        | France             | Castorama             | + 41 min 26 s      |
| 23e                | Federico Echave        | Espagne            | CLAS-Cajastur         | + 42 min 25 s      |
| 24e                | Robert Millar          | Royaume-Uni        | TVM-Bison Kit         | + 44 min 20 s      |
| 25e                | Udo Bölts              | Allemagne          | Telekom-Eddy Merckx   | + 44 min 35 s      |
| modifier           |                        |                    |                       |                    |

### Classements annexes finals
| Classement par points, | Classement par points,   | Classement par points, | Classement par points, | Classement par points, |
| ---------------------- | ------------------------ | ---------------------- | ---------------------- | ---------------------- |
|                        | Coureur                  | Pays                   | Équipe                 | Point(s)               |
| 1er                    | Djamolidine Abdoujaparov | Ouzbékistan            | Lampre-Polti           | 298 points             |
| 2e                     | Johan Museeuw            | Belgique               | GB-MG Maglificio       | 157 pts                |
| 3e                     | Maximilian Sciandri      | Royaume-Uni            | Motorola               | 153 pts                |
| 4e                     | François Simon           | France                 | Castorama              | 149 pts                |
| 5e                     | Christophe Capelle       | France                 | Gan                    | 147 pts                |
| 6e                     | Frédéric Moncassin       | France                 | Wordperfect            | 145 pts                |
| 7e                     | Miguel Indurain          | Espagne                | Banesto                | 136 pts                |
| 8e                     | Bjarne Riis              | Danemark               | Ariostea               | 133 pts                |
| 9e                     | Tony Rominger            | Suisse                 | CLAS-Cajastur          | 126 pts                |
| 10e                    | Stefano Colagè           | Italie                 | ZG Mobili              | 120 pts                |
| modifier               |                          |                        |                        |                        |

| Classement du meilleur grimpeur, | Classement du meilleur grimpeur, | Classement du meilleur grimpeur, | Classement du meilleur grimpeur, | Classement du meilleur grimpeur, |
| -------------------------------- | -------------------------------- | -------------------------------- | -------------------------------- | -------------------------------- |
|                                  | Coureur                          | Pays                             | Équipe                           | Point(s)                         |
| 1er                              | Tony Rominger                    | Suisse                           | CLAS-Cajastur                    | 449 points                       |
| 2e                               | Claudio Chiappucci               | Italie                           | Carrera Jeans-Tassoni            | 301 pts                          |
| 3e                               | Oliverio Rincón                  | Colombie                         | Amaya Seguros                    | 286 pts                          |
| 4e                               | Miguel Indurain                  | Espagne                          | Banesto                          | 239 pts                          |
| 5e                               | Richard Virenque                 | France                           | Festina-Lotus                    | 191 pts                          |
| 6e                               | Álvaro Mejía                     | Colombie                         | Motorola                         | 187 pts                          |
| 7e                               | Davide Cassani                   | Italie                           | Ariostea                         | 155 pts                          |
| 8e                               | Zenon Jaskuła                    | Pologne                          | GB-MG Maglificio                 | 153 pts                          |
| 9e                               | Leonardo Sierra                  | Venezuela                        | ZG Mobili                        | 136 pts                          |
| 10e                              | Bjarne Riis                      | Danemark                         | Ariostea                         | 113 pts                          |
| modifier                         |                                  |                                  |                                  |                                  |

| Classement du meilleur jeune | Classement du meilleur jeune | Classement du meilleur jeune | Classement du meilleur jeune   | Classement du meilleur jeune |
|                              | Coureur                      | Pays                         | Équipe                         | Temps                        |
| ---------------------------- | ---------------------------- | ---------------------------- | ------------------------------ | ---------------------------- |
| 1er                          | Antonio Martín Velasco       | Espagne                      | Amaya Seguros                  | en 96 h 27 min 0 s           |
| 2e                           | Oliverio Rincón              | Colombie                     | Amaya Seguros                  | + 3 min 28 s                 |
| 3e                           | Richard Virenque             | France                       | Festina-Lotus                  | + 8 min 21 s                 |
| 4e                           | Fernando Escartín            | Espagne                      | CLAS-Cajastur                  | + 23 min 18 s                |
| 5e                           | Bo Hamburger                 | Danemark                     | TVM-Bison Kit                  | + 23 min 51 s                |
| 6e                           | Leonardo Sierra              | Venezuela                    | ZG Mobili                      | + 31 min 44 s                |
| 7e                           | Dimitri Zhdanov              | Russie                       | Novemail-Histor-Laser Computer | + 45 min 26 s                |
| 8e                           | Alex Zülle                   | Suisse                       | ONCE                           | + 49 min 7 s                 |
| 9e                           | Laurent Brochard             | France                       | Castorama                      | + 50 min 26 s                |
| 10e                          | Eddy Bouwmans                | Pays-Bas                     | Novemail-Histor-Laser Computer | + 53 min 21 s                |
| modifier                     |                              |                              |                                |                              |

| Classement de la combativité | Classement de la combativité | Classement de la combativité | Classement de la combativité | Classement de la combativité |
| ---------------------------- | ---------------------------- | ---------------------------- | ---------------------------- | ---------------------------- |
|                              | Coureur                      | Pays                         | Équipe                       | Point(s)                     |
| 1er                          | Massimo Ghirotto             | Italie                       | ZG Mobili                    | 34 points                    |
| 2e                           | Bjarne Riis                  | Danemark                     | Ariostea                     | 25 pts                       |
| 3e                           | Jacky Durand                 | France                       | Castorama                    | 23 pts                       |
| modifier                     |                              |                              |                              |                              |

#### Classement par équipes
| Classement par équipes, | Classement par équipes, | Classement par équipes, | Classement par équipes, |
|                         | Équipe                  | Pays                    | Temps                   |
| ----------------------- | ----------------------- | ----------------------- | ----------------------- |
| 1re                     | Carrera Jeans-Tassoni   | Italie                  | en 288 h 9 min 53 s     |
| 2e                      | Ariostea                | Italie                  | + 47 min 40 s           |
| 3e                      | CLAS-Cajastur           | Espagne                 | + 48 min 49 s           |
| 4e                      | Festina-Lotus           | Andorre                 | + 1 h 8 min 42 s        |
| 5e                      | Banesto                 | Espagne                 | + 1 h 8 min 57 s        |
| 6e                      | GB-MG Maglificio        | Italie                  | + 1 h 13 min 59 s       |
| 7e                      | Motorola                | États-Unis              | + 1 h 27 min 22 s       |
| 8e                      | ZG Mobili               | Italie                  | + 1 h 35 min 3 s        |
| 9e                      | Amaya Seguros           | Espagne                 | + 1 h 48 min 48 s       |
| 10e                     | ONCE                    | Espagne                 | + 1 h 51 min 12 s       |
| modifier                |                         |                         |                         |

### Évolution des classements
| Étape              | Vainqueur                | Classement général | Classement par points    | Classement de la montagne | Classement du meilleur jeune | Classement par équipes | Prix de la combativité | Prix de la combativité |
| Étape              | Vainqueur                | Classement général | Classement par points    | Classement de la montagne | Classement du meilleur jeune | Classement par équipes | Étape                  | Leader                 |
| ------------------ | ------------------------ | ------------------ | ------------------------ | ------------------------- | ---------------------------- | ---------------------- | ---------------------- | ---------------------- |
| P                  | Miguel Indurain          | Miguel Indurain    | Miguel Indurain          | François Simon            | Alex Zülle                   | ONCE                   | non décerné            | non décerné            |
| 1                  | Mario Cipollini          | Miguel Indurain    | Mario Cipollini          | François Simon            | Alex Zülle                   | ONCE                   | Massimo Ghirotto       | Massimo Ghirotto       |
| 2                  | Wilfried Nelissen        | Wilfried Nelissen  | Wilfried Nelissen        | François Simon            | Wilfried Nelissen            | ONCE                   | Ján Svorada            | Ján Svorada            |
| 3                  | Djamolidine Abdoujaparov | Wilfried Nelissen  | Wilfried Nelissen        | Laurent Desbiens          | Wilfried Nelissen            | ONCE                   | Laurent Desbiens       | Laurent Desbiens       |
| 4                  | GB-MG Maglificio         | Mario Cipollini    | Wilfried Nelissen        | Laurent Desbiens          | Wilfried Nelissen            | ONCE                   | non décerné            | Laurent Desbiens       |
| 5                  | Jesper Skibby            | Wilfried Nelissen  | Wilfried Nelissen        | Davide Cassani            | Wilfried Nelissen            | ONCE                   | Bjarne Riis            | Thierry Marie          |
| 6                  | Johan Bruyneel           | Mario Cipollini    | Wilfried Nelissen        | Davide Cassani            | Wilfried Nelissen            | ONCE                   | Jacky Durand           | Thierry Marie          |
| 7                  | Bjarne Riis              | Johan Museeuw      | Mario Cipollini          | Bjarne Riis               | Wilfried Nelissen            | Motorola               | Bjarne Riis            | Bjarne Riis            |
| 8                  | Lance Armstrong          | Johan Museeuw      | Mario Cipollini          | Davide Cassani            | Wilfried Nelissen            | Motorola               | Pascal Lance           | Bjarne Riis            |
| 9                  | Miguel Indurain          | Miguel Indurain    | Mario Cipollini          | Davide Cassani            | Alex Zülle                   | ONCE                   | non décerné            | Bjarne Riis            |
| 10                 | Tony Rominger            | Miguel Indurain    | Mario Cipollini          | Davide Cassani            | Alex Zülle                   | ONCE                   | Tony Rominger          | Bjarne Riis            |
| 11                 | Tony Rominger            | Miguel Indurain    | Djamolidine Abdoujaparov | Tony Rominger             | Oliverio Rincón              | Ariostea               | Davide Cassani         | Bjarne Riis            |
| 12                 | Fabio Roscioli           | Miguel Indurain    | Djamolidine Abdoujaparov | Tony Rominger             | Oliverio Rincón              | Carrera Jeans-Tassoni  | Fabio Roscioli         | Bjarne Riis            |
| 13                 | Olaf Ludwig              | Miguel Indurain    | Djamolidine Abdoujaparov | Tony Rominger             | Oliverio Rincón              | Carrera Jeans-Tassoni  | Jacky Durand           | Bjarne Riis            |
| 14                 | Pascal Lino              | Miguel Indurain    | Djamolidine Abdoujaparov | Tony Rominger             | Oliverio Rincón              | Carrera Jeans-Tassoni  | Giancarlo Perini       | Bjarne Riis            |
| 15                 | Oliverio Rincón          | Miguel Indurain    | Djamolidine Abdoujaparov | Tony Rominger             | Oliverio Rincón              | Carrera Jeans-Tassoni  | Richard Virenque       | Bjarne Riis            |
| 16                 | Zenon Jaskuła            | Miguel Indurain    | Djamolidine Abdoujaparov | Tony Rominger             | Antonio Martín Velasco       | Carrera Jeans-Tassoni  | Claudio Chiappucci     | Bjarne Riis            |
| 17                 | Claudio Chiappucci       | Miguel Indurain    | Djamolidine Abdoujaparov | Tony Rominger             | Antonio Martín Velasco       | Carrera Jeans-Tassoni  | Claudio Chiappucci     | Bjarne Riis            |
| 18                 | Djamolidine Abdoujaparov | Miguel Indurain    | Djamolidine Abdoujaparov | Tony Rominger             | Antonio Martín Velasco       | Carrera Jeans-Tassoni  | Michel Vermote         | Massimo Ghirotto       |
| 19                 | Tony Rominger            | Miguel Indurain    | Djamolidine Abdoujaparov | Tony Rominger             | Antonio Martín Velasco       | Carrera Jeans-Tassoni  | non décerné            | Massimo Ghirotto       |
| 20                 | Djamolidine Abdoujaparov | Miguel Indurain    | Djamolidine Abdoujaparov | Tony Rominger             | Antonio Martín Velasco       | Carrera Jeans-Tassoni  | Rolf Sørensen          | Massimo Ghirotto       |
| Classements finals | Classements finals       | Miguel Indurain    | Djamolidine Abdoujaparov | Tony Rominger             | Antonio Martín Velasco       | Carrera Jeans-Tassoni  | Massimo Ghirotto       | Massimo Ghirotto       |

## Liste des coureurs
La liste ci-dessous présente les coureurs inscrits par numéro de dossard.
| Légende | Légende                                                                    | Légende | Légende                                                    |
| ------- | -------------------------------------------------------------------------- | ------- | ---------------------------------------------------------- |
| Num     | Dossard de départ porté par le coureur sur ce Tour                         | Pos     | Position à l'arrivée de la course                          |
|         | Indique un maillot de champion national ou mondial, suivi de sa spécialité | NP      | Indique un coureur qui n'a pas pris le départ de la course |
| AB      | Indique un coureur qui n'a pas terminé la course                           | HD      | Indique un coureur qui a terminé la course hors des délais |

| Banesto | Banesto                     | Banesto |
| ------- | --------------------------- | ------- |
| Num     | Coureur                     | Pos     |
| 1       | Miguel Indurain (ESP)       | 1er     |
| 2       | Marino Alonso (ESP)         | 72e     |
| 3       | Jean-François Bernard (FRA) | 49e     |
| 4       | Pedro Delgado (ESP)         | 9e      |
| 5       | Aitor Garmendia (ESP)       | NP-6    |
| 6       | Julián Gorospe (ESP)        | 74e     |
| 7       | Prudencio Indurain (ESP)    | 126e    |
| 8       | Gérard Rué (FRA)            | 46e     |
| 9       | José Ramón Uriarte (ESP)    | 94e     |

| Carrera Jeans-Tassoni | Carrera Jeans-Tassoni    | Carrera Jeans-Tassoni |
| --------------------- | ------------------------ | --------------------- |
| Num                   | Coureur                  | Pos                   |
| 11                    | Claudio Chiappucci (ITA) | 6e                    |
| 12                    | Marco Artunghi (ITA)     | AB-11                 |
| 13                    | Mario Chiesa (ITA)       | 92e                   |
| 14                    | Vladimir Poulnikov (UKR) | 10e                   |
| 15                    | Stephen Roche (IRL)      | 13e                   |
| 16                    | Fabio Roscioli (ITA)     | 85e                   |
| 17                    | Remo Rossi (ITA)         | HD-4                  |
| 18                    | Rolf Sørensen (DEN)      | 70e                   |
| 19                    | Andrea Tafi (ITA)        | 128e                  |

| Gatorade-Mega Drive | Gatorade-Mega Drive    | Gatorade-Mega Drive |
| ------------------- | ---------------------- | ------------------- |
| Num                 | Coureur                | Pos                 |
| 21                  | Gianni Bugno (ITA)     | 20e                 |
| 22                  | Bruno Boscardin (ITA)  | AB-11               |
| 23                  | Giovanni Fidanza (ITA) | 125e                |
| 24                  | Laurent Fignon (FRA)   | AB-11               |
| 25                  | Andrea Peron (ITA)     | NP-11               |
| 26                  | Abelardo Rondón (COL)  | AB-16               |
| 27                  | Mario Scirea (ITA)     | 120e                |
| 28                  | Valerio Tebaldi (ITA)  | AB-13               |
| 29                  | Stefano Zanatta (ITA)  | 104e                |

| Motorola | Motorola                  | Motorola |
| -------- | ------------------------- | -------- |
| Num      | Coureur                   | Pos      |
| 31       | Andrew Hampsten (USA)     | 8e       |
| 32       | Phil Anderson (AUS)       | 84e      |
| 33       | Frankie Andreu (USA)      | 89e      |
| 34       | Lance Armstrong (USA)     | NP-12    |
| 35       | Steve Bauer (CAN)         | 101e     |
| 36       | Michel Dernies (BEL)      | 116e     |
| 37       | Álvaro Mejía (COL)        | 4e       |
| 38       | Maximilian Sciandri (ITA) | 71e      |
| 39       | Sean Yates (GBR)          | 88e      |

| Festina-Lotus | Festina-Lotus                | Festina-Lotus |
| ------------- | ---------------------------- | ------------- |
| Num           | Coureur                      | Pos           |
| 41            | Pascal Lino (FRA)            | 43e           |
| 42            | Jean-Philippe Dojwa (FRA)    | 15e           |
| 43            | Ramón González Arrieta (ESP) | 32e           |
| 44            | Gert Jakobs (NED)            | 127e          |
| 45            | Thierry Marie (FRA)          | NP-13         |
| 46            | Steven Rooks (NED)           | HD-2          |
| 47            | Jean-Paul van Poppel (NED)   | AB-10         |
| 48            | Michel Vermote (BEL)         | 113e          |
| 49            | Richard Virenque (FRA)       | 19e           |

| ONCE | ONCE                               | ONCE  |
| ---- | ---------------------------------- | ----- |
| Num  | Coureur                            | Pos   |
| 51   | Erik Breukink (NED)                | NP-17 |
| 52   | Johan Bruyneel (BEL)               | 7e    |
| 53   | Herminio Díaz Zabala (ESP)         | 102e  |
| 54   | Laurent Jalabert (FRA)             | AB-17 |
| 55   | Alberto Leanizbarrutia (ESP)       | AB-14 |
| 56   | Philippe Louviot (FRA)             | 64e   |
| 57   | Miguel Ángel Martínez Torres (ESP) | 58e   |
| 58   | Neil Stephens (AUS)                | AB-13 |
| 59   | Alex Zülle (SUI)                   | 8e    |

| ZG Mobili | ZG Mobili                | ZG Mobili |
| --------- | ------------------------ | --------- |
| Num       | Coureur                  | Pos       |
| 61        | Giancarlo Perini (ITA)   | 29e       |
| 62        | Giuseppe Citterio (ITA)  | AB-2      |
| 63        | Stefano Colagè (ITA)     | 60e       |
| 64        | Gianni Faresin (ITA)     | 11e       |
| 65        | Massimo Ghirotto (ITA)   | 33e       |
| 66        | Mario Mantovan (ITA)     | AB-7      |
| 67        | Nélson Rodríguez (COL)   | 100e      |
| 68        | Leonardo Sierra (VEN)    | 34e       |
| 69        | John van den Akker (NED) | 80e       |

| Telekom-Eddy Merckx | Telekom-Eddy Merckx  | Telekom-Eddy Merckx |
| ------------------- | -------------------- | ------------------- |
| Num                 | Coureur              | Pos                 |
| 71                  | Olaf Ludwig (GER)    | AB-15               |
| 72                  | Rolf Aldag (GER)     | 56e                 |
| 73                  | Gerd Audehm (GER)    | 99e                 |
| 74                  | Udo Bölts (GER)      | 25e                 |
| 75                  | Christian Henn (GER) | 87e                 |
| 76                  | Jens Heppner (GER)   | 62e                 |
| 77                  | Brian Holm (DEN)     | 77e                 |
| 78                  | Mario Kummer (GER)   | 111e                |
| 79                  | Uwe Raab (GER)       | 98e                 |

| GB-MG Maglificio | GB-MG Maglificio       | GB-MG Maglificio |
| ---------------- | ---------------------- | ---------------- |
| Num              | Coureur                | Pos              |
| 81               | Franco Ballerini (ITA) | 61e              |
| 82               | Carlo Bomans (BEL)     | HD-11            |
| 83               | Mario Cipollini (ITA)  | HD-11            |
| 84               | Zenon Jaskuła (POL)    | 3e               |
| 85               | Johan Museeuw (BEL)    | 50e              |
| 86               | Wilfried Peeters (BEL) | 86e              |
| 87               | Laurent Pillon (FRA)   | 66e              |
| 88               | Flavio Vanzella (ITA)  | 51e              |
| 89               | Franco Vona (ITA)      | 21e              |

| Gan | Gan                           | Gan   |
| --- | ----------------------------- | ----- |
| Num | Coureur                       | Pos   |
| 91  | Éric Boyer (FRA)              | 63e   |
| 92  | Christophe Capelle (FRA)      | 115e  |
| 93  | Philippe Casado (FRA)         | 123e  |
| 94  | Thierry Claveyrolat (FRA)     | 28e   |
| 95  | Jean-Claude Colotti (FRA)     | 133e  |
| 96  | Gilbert Duclos-Lassalle (FRA) | HD-11 |
| 97  | Pascal Lance (FRA)            | 68e   |
| 98  | François Lemarchand (FRA)     | 59e   |
| 99  | Francis Moreau (FRA)          | AB-15 |

| TVM-Bison Kit | TVM-Bison Kit            | TVM-Bison Kit |
| ------------- | ------------------------ | ------------- |
| Num           | Coureur                  | Pos           |
| 101           | Robert Millar (GBR)      | 24e           |
| 102           | Johan Capiot (BEL)       | AB-11         |
| 103           | Gerrit de Vries (NED)    | 55e           |
| 104           | Maarten den Bakker (NED) | 91e           |
| 105           | Bo Hamburger (DEN)       | 31e           |
| 106           | Dag Otto Lauritzen (NOR) | 90e           |
| 107           | Danny Nelissen (NED)     | 130e          |
| 108           | Jesper Skibby (DEN)      | 53e           |
| 109           | John Talen (NED)         | 122e          |

| Novemail-Histor-Laser Computer | Novemail-Histor-Laser Computer | Novemail-Histor-Laser Computer |
| ------------------------------ | ------------------------------ | ------------------------------ |
| Num                            | Coureur                        | Pos                            |
| 111                            | Charly Mottet (FRA)            | 40e                            |
| 112                            | Eddy Bouwmans (NED)            | 45e                            |
| 113                            | Bruno Cornillet (FRA)          | 48e                            |
| 114                            | Viatcheslav Ekimov (RUS)       | 35e                            |
| 115                            | Wilfried Nelissen (BEL)        | AB-11                          |
| 116                            | Guy Nulens (BEL)               | 67e                            |
| 117                            | Ronan Pensec (FRA)             | 47e                            |
| 118                            | Marc Sergeant (BEL)            | 69e                            |
| 119                            | Dimitri Zhdanov (RUS)          | 39e                            |

| Castorama | Castorama                 | Castorama |
| --------- | ------------------------- | --------- |
| Num       | Coureur                   | Pos       |
| 121       | Dominique Arnould (FRA)   | 81e       |
| 122       | Thierry Bourguignon (FRA) | 36e       |
| 123       | Laurent Brochard (FRA)    | 44e       |
| 124       | Laurent Desbiens (FRA)    | 109e      |
| 125       | Jacky Durand (FRA)        | 121e      |
| 126       | Fabian Jeker (SUI)        | 79e       |
| 127       | Laurent Madouas (FRA)     | 22e       |
| 128       | Jean-Cyril Robin (FRA)    | AB-11     |
| 129       | François Simon (FRA)      | 57e       |

| CLAS-Cajastur | CLAS-Cajastur                  | CLAS-Cajastur |
| ------------- | ------------------------------ | ------------- |
| Num           | Coureur                        | Pos           |
| 131           | Tony Rominger (SUI)            | 2e            |
| 132           | Federico Echave (ESP)          | 23e           |
| 133           | Fernando Escartín (ESP)        | 30e           |
| 134           | Iñaki Gastón (ESP)             | 78e           |
| 135           | Arsenio González (ESP)         | NP-3          |
| 136           | Francisco Javier Mauleón (ESP) | 26e           |
| 137           | Jörg Müller (SUI)              | 52e           |
| 138           | Abraham Olano (ESP)            | AB-2          |
| 139           | Jon Unzaga (ESP)               | 18e           |

| Wordperfect | Wordperfect               | Wordperfect |
| ----------- | ------------------------- | ----------- |
| Num         | Coureur                   | Pos         |
| 141         | Raúl Alcalá (MEX)         | 27e         |
| 142         | Yvon Ledanois (FRA)       | AB-12       |
| 143         | Frans Maassen (NED)       | 106e        |
| 144         | Frédéric Moncassin (FRA)  | 112e        |
| 145         | Rob Mulders (NED)         | 134e        |
| 146         | Jelle Nijdam (NED)        | 129e        |
| 147         | Dieter Runkel (SUI)       | 131e        |
| 148         | Edwig Van Hooydonck (BEL) | 136e        |
| 149         | Eric Vanderaerden (BEL)   | AB-8        |

| Amaya Seguros | Amaya Seguros            | Amaya Seguros |
| ------------- | ------------------------ | ------------- |
| Num           | Coureur                  | Pos           |
| 151           | Melchor Mauri (ESP)      | HD-11         |
| 152           | Tom Cordes (NED)         | 118e          |
| 153           | Laudelino Cubino (ESP)   | 42e           |
| 154           | Antonio Martin (ESP)     | 12e           |
| 155           | Juan Carlos Martín (ESP) | 82e           |
| 156           | Jesús Montoya (ESP)      | 117e          |
| 157           | Javier Murguialday (ESP) | 95e           |
| 158           | Per Pedersen (DEN)       | AB-15         |
| 159           | Oliverio Rincón (COL)    | 16e           |

| Ariostea | Ariostea                        | Ariostea |
| -------- | ------------------------------- | -------- |
| Num      | Coureur                         | Pos      |
| 161      | Davide Cassani (ITA)            | 105e     |
| 162      | Bruno Cenghialta (ITA)          | 38e      |
| 163      | Roberto Conti (ITA)             | 14e      |
| 164      | Alberto Elli (ITA)              | 17e      |
| 165      | Andrea Ferrigato (ITA)          | NP-13    |
| 166      | Rolf Jaermann (SUI)             | 54e      |
| 167      | Michele Paletti (ITA)           | AB-10    |
| 168      | Bjarne Riis (DEN)               | 5e       |
| 169      | Mauro-Antonio Santaromita (ITA) | 65e      |

| Lotto-Belgacom | Lotto-Belgacom        | Lotto-Belgacom |
| -------------- | --------------------- | -------------- |
| Num            | Coureur               | Pos            |
| 171            | Jan Nevens (BEL)      | HD-11          |
| 172            | Serge Baguet (BEL)    | 110e           |
| 173            | Peter De Clercq (BEL) | 132e           |
| 174            | Peter Farazijn (BEL)  | 135e           |
| 175            | Herman Frison (BEL)   | 114e           |
| 176            | Luc Roosen (BEL)      | 83e            |
| 177            | Jim Van De Laer (BEL) | AB-15          |
| 178            | Rik Van Slycke (BEL)  | AB-15          |
| 179            | Marc Wauters (BEL)    | 107e           |

| Lampre-Polti | Lampre-Polti                   | Lampre-Polti |
| ------------ | ------------------------------ | ------------ |
| Num          | Coureur                        | Pos          |
| 181          | Djamolidine Abdoujaparov (UZB) | 76e          |
| 182          | Gianluca Bortolami (ITA)       | 73e          |
| 183          | Davide Bramati (ITA)           | 96e          |
| 184          | Stefano Cortinovis (ITA)       | HD-7         |
| 185          | Marco Lietti (ITA)             | AB-11        |
| 186          | Sergueï Outschakov (UKR)       | 97e          |
| 187          | Zbigniew Spruch (POL)          | AB-10        |
| 188          | Ján Svorada (SVK)              | AB-14        |
| 189          | Marek Szerszynski (POL)        | AB-10        |

| Chazal-Vetta-MBK | Chazal-Vetta-MBK           | Chazal-Vetta-MBK |
| ---------------- | -------------------------- | ---------------- |
| Num              | Coureur                    | Pos              |
| 191              | Éric Caritoux (FRA)        | 37e              |
| 192              | Laurent Biondi (FRA)       | 103e             |
| 193              | Jean-Pierre Bourgeot (FRA) | 124e             |
| 194              | Pascal Chanteur (FRA)      | 75e              |
| 195              | Jean-Pierre Delphis (FRA)  | 108e             |
| 196              | Patrice Esnault (FRA)      | 119e             |
| 197              | Jaan Kirsipuu (EST)        | HD-10            |
| 198              | Oleg Kozlitine (KAZ)       | HD-11            |
| 199              | Franck Pineau (FRA)        | 93e              |